# 室蘭市警察
室蘭市警察（むろらんしけいさつ）は、かつて存在した北海道室蘭市の自治体警察。

## 概要
旧警察法が施行されたことで、従来の北海道警察部（旧北海道庁警察部）が解体され、1948年（昭和23年）3月7日に室蘭市警察署が設置された。管轄区域は室蘭市一円で警察部の室蘭警察署時代に管轄していた白老郡と幌別郡は国家地方警察（以下、国警）苫小牧地区警察署の管轄となった。
その後、1954年（昭和29年）に、旧警察法を全面改正する形で新警察法が公布された。これにより国警と自治体警察が廃止され、新たに都道府県警察として北海道警察本部が発足。室蘭市警察も北海道警察に統合され、姿を消した。

## 組織
市警発足当初の警察署は室蘭市警察署のみであったが、1951年（昭和26年）4月に輪西警察署が設置された事に伴い、室蘭市警察本部が設置され、室蘭市警察署は室蘭市中央警察署に改称し、市警本部と同居する形となった。1952年（昭和27年）4月1日、市警本部に札幌方面国警支所が設置され、警部補など数人が着任し、超短波無線機および小型無線機を備えたパトロールカーが配備され、地域の警備力を充実させた。
- 室蘭市警察本部[5]
  - 本部長（警察長、室蘭市中央警察署の署長兼務）金沢寿雄
  - 次長（警視）山本精治
  - 警務部（次長兼任）
    - 警務課
    - 会計課

  - 刑事部（警部　鈴木昌男）
    - 刑事課

  - 警邏部（警部　林倉二）
    - 警邏交通課
    - 警備係

- 室蘭市中央警察署（御崎町以西一円を管轄）署長以下警察吏員108名、その他13名、計121人[5]
  - 署長（本部長兼務）
  - 次席（次長兼務）
  - 警務課
    - 警務係、教養監察係
    - 企画係、秘書係

  - 刑事課
    - 司法係、捜査第一係・捜査第二係、経済保安係・防犯係
    - 少年係・鑑識係

  - 警邏交通課
    - 警察係
    - 交通係
    - 営業係

  - 警備課
    - 警備係
    - 渉外係

  - 会計課
    - 会計係
    - 通信係

  - 派出所・駐在所（警部派出所1か所、巡査部長派出所1、巡査派出所7、巡査駐在所1）

- 室蘭市輪西警察署（輪西町以東一円を管轄）署長以下警察吏員33名、その他2名、計35名[5]
  - 署長（警部）青木貞雄
  - 次席（警部補）松田忠
  - 刑事課
    - 捜査係
    - 取調係

  - 警邏係
    - 警邏係
    - 派出所・駐在所（巡査部長派出所1か所、巡査駐在所3、巡査派出所2）